# 新巴黎 (乌克兰)
46°7′19″N 29°20′53″E / 46.12194°N 29.34806°E
新巴黎（烏克蘭語：Новий Париж），1945至2024年间名为羅夏（烏克蘭語：Роща），是位於烏克蘭西南部的村莊，由敖德萨州博爾赫拉德區的泰普利察市鎮負責管轄。該村始建於1944年，面積0.64平方公里，海拔高度35米，2001年人口311，人口密度每平方公里485.94人。
2024年9月19日，乌克兰最高拉达将此村的名字改为新巴黎。